# برانسون آرویو
برانسون آرویو (انگلیسی: Bronson Arroyo؛ زادهٔ ۲۴ فوریهٔ ۱۹۷۷) یک بازیکن بیسبال اهل ایالات متحده آمریکا است.